# Isabel Allende
Isabel Allende Llona (født 2. august 1942 i Lima, Peru) er en chilensk forfatter. Allende, som skriver magisk realisme, er en af de største forfattere i Sydamerika. Hendes far er fætter til Chiles tidligere præsident, Salvador Allende.

## Biografi
Isabel Allende blev født i Lima, Peru. Hendes forældre var den chilenske ambassadør i Peru og hans hustru Francisca Llona Baaros. I 1945 blev Allendes forældre skilt og moderen rejste hjem til Chile med sine tre børn.
Her boede de indtil 1953, hvorefter familien flyttede med moderens nye mand til Bolivia og senere Libanon. I 1958 flyttede familien hjem til Chile. 
Tilbage i Chile blev Isabel Allende i 1962 gift med Miguel Frías og arbejdede som journalist.
Under militærkuppet 11. september 1973 blev Isabel Allendes onkel, præsident Salvador Allende, styrtet og døde. Militærkuppet førte til forfølgelse af hele Allendefamilien, hvorved Isabel Allendes mor og stedfar blev udsat for et attentat i Argentina. Som følge af dette flygtede Isabel Allende til Venezuela, hvor hun forblev i 13 år i eksil. 
Under en rejse til Californien i 1988 mødte Allende sin anden ægtemand, Willie Gordon, og hun bosatte sig i USA.
Hun blev verdensberømt med debutromanen Åndernes Hus fra 1982.
Mange tror fejlagtigt at hun er niece til Salvador Allende. Dette kommer sig af, at ordet "sobrino", hunkøn "sobrina", på spansk både kan henvise til en nevø/niece, men også til en søn/datter af en fætter eller kusine. Ifølge det spanske sprog er hun altså hans 'niece', men ikke ifølge det danske, hvor hun blot er datter af Salvador Allendes fætter.